# Christian Thomsen
Lauritz Christian Marinus Thomsen, född 6 januari 1909 i Svostrup, död 16 januari 2003, var en dansk socialdemokratisk politiker. Han var folketingsledamot 1953-1973 och jordbruksminister i Jens Otto Krags regering 1964-1968 och fiskeriminister 1971-1973.

## Biografi
Christian Thomsen var son till gårdsägaren Søren Thomsen och Kristine Larsen. Han fick utbildning på flera plantskolor i Danmark, Tyskland, Belgien och Frankrike och blev själv föreståndare för Carl Jacobsen Brostrøms planteskole i Viborg 1930. Från 1938 var han kommunal trädgårdsmästare i Viborg kommun. Vid sidan om sitt arbete var han politiskt engagerad i Danmarks Socialdemokratiske Ungdom och var förbundsordförande i Viborg (1931-1935). Därefter blev han ordförande av Arbejdernes Oplysningsforbund (1935-1938) i Viborg och av partiföreningen i staden (1938-1943) samt valkretsordförande (1951-1972).
Thomsen var invald i Viborgs stadsfullmäktige (1940-1950) och därefter folketingsledamot för Viborgs valkrets (1953-1973). Han ingick i den danska delegationen i Europarådet (1962-1964). Han utsågs till jordbruksminister i Jens Otto Krags regering 1964, och den danska jordbrukspolitiken var vid denna tidpunkt knuten till debatten om Danmarks eventuella anslutning till EG. På grund av detta hamnade han ofta i bakgrunden av Jens Otto Krag samt utrikes- och finansministrarna. Regeringen avgick efter valet 1968, men då Socialdemokratiet återtog regeringsmakten 1971 utsågs Thomsen till fiskeriminister. Fiskepolitiken dominerades av förhandlingarna om fiskegränserna vid Färöarna och Grönland. Han lämnade regeringen 1973 och förlorade samma år sitt folketingsmandat. Han återgick till sitt yrke som trädgårdsmästare i Viborg.